# Priboj
Pour les articles homonymes, voir Priboj (homonymie).
Priboj (en serbe cyrillique : Прибој) est une ville et une municipalité de Serbie situées dans le district de Zlatibor et dans la région de la Raška. Au recensement de 2011, la ville comptait 14 015 habitants et la municipalité dont elle est le centre 27 127.

## Géographie
Priboj est située à l'extrême ouest de la Serbie centrale, dans la région montagneuse de Stari Vlah qui fait partie des Alpes dinariques. La ville est entourée par les monts Zlatibor au nord et au nord-est, par le petit massif de la Murtenica à l'est, par les monts Tara et par les premiers contreforts de la chaîne du Zlatar au sud-est, Pobijenik au sud-ouest et Varda (en Bosnie-Herzégovine) au nord-ouest. L'altitude de la municipalité est comprise en 392 m et 1 500 m. Priboj se trouve dans la vallée du Lim, un affluent de la Drina, à 5 km de son confluent avec l'Uvac. En amont de la ville, au sud du village de Banja, le Lim a reçu un barrage qui a formé le lac de Potpeć (Potpećko jezero) ; long de 20 km, ce lac réservoir couvre une superficie de 3,605 km2.
La municipalité de Priboj est située entre la municipalité de Čajetina, au nord, la municipalité de Nova Varoš, à l'est et la municipalité de Prijepolje, au sud-est ; au sud-ouest, elle possède une frontière commune avec le Monténégro et, au nord-ouest, une frontière avec la Bosnie-Herzégovine. Le village de Međurečje, qui est rattaché à la municipalité de Rudo en Bosnie-Herzégovine, est enclavé dans la municipalité.

## Histoire
Non loin de Priboj, au hameau de Jarmovac, ont été découverts les vestiges d'ateliers de travail du cuivre remontant à la préhistoire, l'une des rares installations métallurgiques de ce genre au sud de la Save et du Danube. De leur côté, les eaux thermales de Pribojska Banja étaient déjà connues sous l'Empire romain.
La période médiévale vit la construction d'un certain nombre de forteresses : Oštrik (près du village de Čelice),
Jagat (sur le mont Bić au-dessus de Priboj), Ravanjski grad (à Crnetići), Ostro (à Kukurovići) et Sjeverin. La même période fut celle de la fondation du monastère de Banja par la dynastie des Nemanjić, au XIIe siècle, et celle du monastère d'Orahovica, à Mažići. La ville de Priboj, quant à elle, construite au pied de la forteresse de Jagat, est mentionnée pour la première fois en 1448, dans une charte du roi Frédéric III ; elle est ensuite mentionnée dans un recensement de 1463 comme faisant partie de la nahija de Dobrun, puis en 1485 comme siège de cette même nahija. Elle est encore décrite par le voyageur slovène Benedikt Kuripešić en 1530, puis par le voyageur ottoman Evliya Çelebi en 1662.
Sa position frontalière valut à la ville un développement économique rapide, mais aussi des périodes de destructions, au moment de la conquête ottomane, sous les Autrichiens (au XVIIIe siècle), au moment du Premier soulèvement serbe contre les Turcs, à l'époque des Guerres balkaniques, ainsi que lors de la Première et de la Seconde Guerre mondiale.

## Localités de la municipalité de Priboj

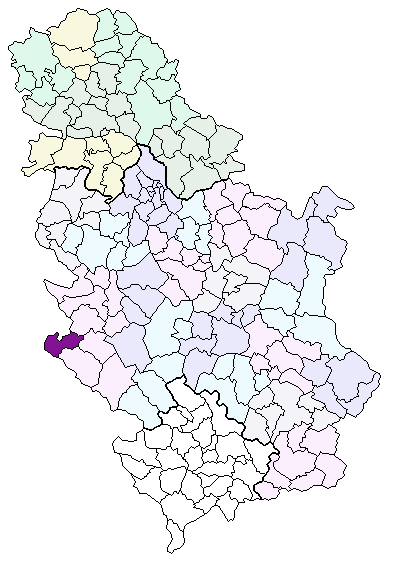
Localisation de la municipalité de Priboj en Serbie

La municipalité de Priboj compte 33 localités :
| - Banja - Batkovići - Brezna - Bučje - Dobrilovići - Živinice - Zabrđe - Zabrnjica - Zagradina - Zaostro - Jelača | - Kalafati - Kaluđerovići - Kasidoli - Kratovo - Krnjača - Kukurovići - Mažići - Miliješ - Plašće - Požegrmac - Priboj | - Pribojska Goleša - Pribojske Čelice - Rača - Ritošići - Sjeverin - Sočice - Strmac - Hercegovačka Goleša - Crnugovići - Crnuzi - Čitluk |

Priboj est officiellement classée parmi les « localités urbaines » (en serbe : градско насеље et gradsko naselje) ; toutes les autres localités sont considérées comme des « villages » (село/selo).

## Démographie

### Ville

#### Évolution historique de la population dans la ville
| 1948  | 1953  | 1961  | 1971   | 1981   | 1991   | 2002   | 2011   |
| ----- | ----- | ----- | ------ | ------ | ------ | ------ | ------ |
| 1 549 | 1 902 | 5 490 | 13 034 | 18 295 | 22 137 | 19 564 | 14 015 |

### Municipalité

#### Répartition de la population par nationalités dans la municipalité (2002)
Toutes les localités de la municipalité de Priboj possèdent une majorité de peuplement serbe, à l'exception des villages de Zagradina, Kalafati et Čitluk qui sont majoritairement habités par des Bosniaques.

## Religion
Sur le plan religieux, Priboj est majoritairement peuplée de Serbes orthodoxes (75 %), avec une forte minorité de Musulmans (23 %). La ville et sa région relèvent de l'éparchie de Mileševa (en serbe cyrillique : Епархија милешевска ; en serbe latin : Eparhija mileševska), qui a son siège au monastère de Mileševa.

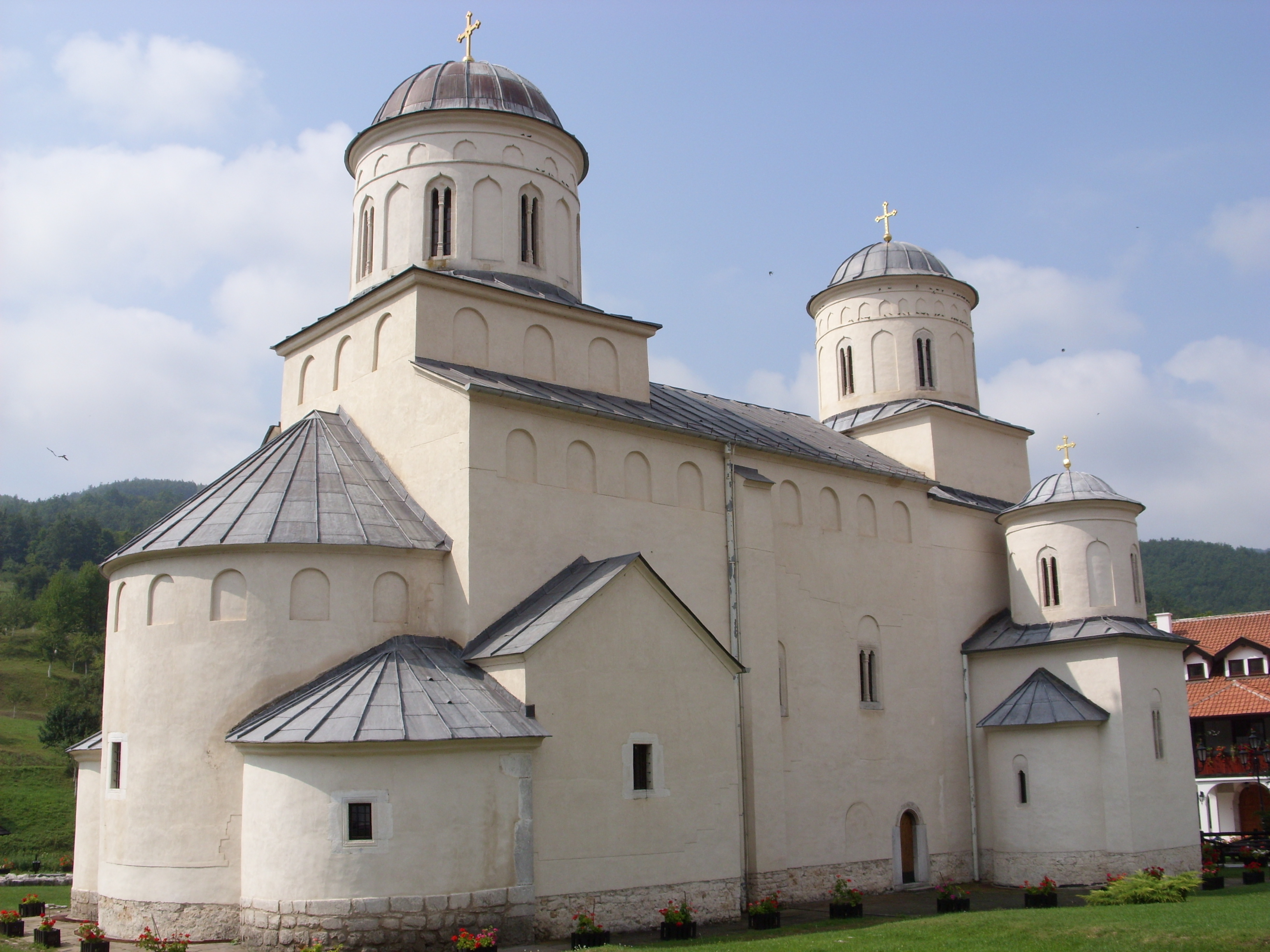
Le monastère de Mileševa, siège de l'éparchie de Mileševa

## Politique
À la suite des élections locales serbes de 2008, les 41 sièges de l'assemblée municipale de Priboj se répartissaient de la manière suivante,, :
| Parti                                                           | Sièges |
| --------------------------------------------------------------- | ------ |
| Coalition Parti démocratique de Serbie - Parti radical serbe    | 13     |
| Parti démocratique                                              | 6      |
| Parti démocratique du Sandžak                                   | 5      |
| Nouvelle Serbie                                                 | 4      |
| Parti socialiste de Serbie - Parti des retraités unis de Serbie | 4      |
| »                                                               | 3      |
| Parti libéral démocrate                                         | 3      |
| G17 Plus - Mouvement serbe du renouveau                         | 2      |
| Liste pour le Sandžak                                           | 1      |

Lazar Rvović, membre du Parti radical serbe (SRS), a été élu président de la municipalité de Priboj avec une majorité composée de la coalition Parti démocratique de Serbie-Parti radical serbe, de Nouvelle Serbie, du Parti socialiste de Serbie, de la Liste pour le Sandžak et du « Mouvement pour Priboj| »,. Il remplaçait à ce poste Milenko Milićević, membre du Parti démocratique du président Boris Tadić.

## Culture
La Maison de la culture Pivo Karamatijević (en serbe : Dom kulture Pivo Karamatijević) a été construite en 1959 ; elle présente des expositions d'art, des manifestations littéraires et des concerts ; le théâtre est une de ses activités privilégiées, avec un Petit atelier de théâtre (Mala pozorišna radionica) destiné aux enfants, un Festival international inter-État de création dramatique enfantine (Međurepublička smotra  festival dečjeg dramskog stvaralaštva), organisé en avril, ainsi que de nombreuses représentations qui perpétuent une tradition vieille de plus d'un siècle dans la ville ; de fait, la première représentation eut lieu à Priboj en 1900, avec la pièce Dva cvancika de Milovan Glišić, dans une mise en scène de Vasilije Marić. La Maison de la culture organise aussi les Soirées de la poésie pour enfants du Lim (Limske večeri dečije poezije), qui rassemblent des participants de Serbie, de Bosnie-Herzégovine et du Monténégro et qui ont lieu chaque année en mars depuis 1979.
La Bibliothèque municipale de Priboj (Gradska biblioteka Priboj), qui remonte à 1898, a été intégrée à la Maison de la culture après la Seconde Guerre mondiale ; depuis 1998, elle fonctionne à nouveau comme une institution indépendante ; installée dans le bâtiment du Lycée de la ville, elle possède des annexes à Banja et à Stari Priboj et dispose d'un fonds d'environ 38 000 ouvrages. Le Musée régional (Zavičajni muzej Priboj), créé en 1990 ; il présente des collections archéologiques et ethnographiques, notamment la donation Vujice Jeđević ; il abrite également la collection Nadežda Nada Vitorović, une galerie de peinture,.
En novembre ont lieu les Soirées poétiques du Lim (Limske večeri poezije).

## Sport
Priboj possède, entre autres, un club de football, le FK FAP, créé en 1955, deux clubs de basket-ball, le KK Poilester et le KK Jump, ainsi que le club de karaté FAP.
Les installations sportives de la ville sont gérées par le Sportski centar (« le Centre sportif »). Parmi ces installations, on peut citer le stade de football qui peut accueillir environ 10 000 spectateurs et la Salle de sport municipale (en serbe : Gradska sportska dvorana), qui dispose de tribunes pouvant accueillir 2 500 spectateurs.
Parmi les événements sportifs organisés à Priboj et dans sa région, on peut citer le Tournoi de football du Nouvel An (Novogodišnji turnir u malom fudbalu) ou le Tournoi mémorial de karaté Dragan Bjelić (Memorijalni karate turnir Dragan Bjelić). Chaque année, à la mi-octobre, a lieu une grande manifestation de rafting sur le Lim, organisée par l'Office du tourisme de Priboj. Le biathlon international du Lim (Međunarodni Limski biatlon) se déroule en août et rassemble un millier de participants ; en 2010, une course de bateaux a eu lieu entre Priboj et le lac de Višegrad, à la confluence entre le Lim et la Drina, en Bosnie-Herzégovine, tandis que des cyclistes partis de Priboj devaient rejoindre Rudo, en Bosnie-Herzégovine.

## Éducation
Les premières écoles élémentaires (osnovne škole) ont ouvert à Banja en 1853, à Pribojska Goleša en 1869 et à Priboj en 1888. Aujourd'hui la municipalité compte huit écoles élémentaires, dont trois sont situées dans la ville : l'école Branko Radičević, créée en 1888,, l'école Vuk Karadžić, créée en 1957 et l'école Desanka Maksimović, créée en 1988. L'école Nikola Tesla de Banja a été créée en 1853 ; l'école Blagoje Polić à Kratovo  remonte à 1922 et l'école 9. maj (« 9 mai ») de Sastavci à 1960.
La ville compte deux établissements d'études secondaires (srednje škole). Le Lycée de Priboj (Gimnazija Priboj) a ouvert ses portes en 1964 et l'école de génie mécanique et électrique (Mašinsko-elektrotehnička škola) en 1947.
Compte tenu de la démographie de la municipalité qui voit sa population décroître, la tendance est à la fermeture de classes, notamment dans les zones rurales.

## Économie
La municipalité de Priboj est essentiellement agricole. On y pratique l'élevage extensif des bovins et des ovins, avec respectivement 4 500 et 12 000 têtes de bétail. La culture intensive des baies et, notamment, des framboises, est également une des ressources de la région.
Sur le plan industriel, Priboj est le siège de la holding FAP (en serbe : Fabrika automobila Priboj), créée en 1953 ; par l'intermédiaire de ses filiales, elle est aujourd'hui le plus gros producteur de camions et d'autobus de Serbie. La holding Poliester travaille dans le domaine la production et de la transformation des polyesters  et des matières plastiques ; elle travaille par l'intermédiaire de ses filiales Autoprema, Faspini, Plastex et Technoplast. Sedišta fabrique des sièges et d'autres pièces pour l'industrie automobile.

## Tourisme
Par sa situation dans la région montagneuse de Stari Vlah, à proximité des monts Zlatibor et Tara, la région de Priboj offre des possibilités pour la randonnée. On peut y pratiquer la pêche, notamment avec l'association Mladica ; les rivières, comme la Poblaćnica, abondent en truites, en huchons (en serbe : Младица et Mladica) et en ombres ; le lac de Potpeć, quant à lui, est riche en perches, poissons-chats et truites de lac. À Priboj se trouve l'association de chasseurs Lovačko udruženje Priboj (« Société de chasse de Priboj »), qui gère une zone de 47 076 ha. Les pentes boisées des montagnes offrent de nombreuses possibilités pour la chasse : on y rencontre des renards, des loups, des sangliers ou des martres, mais aussi des lièvres, des cerfs et des perdrix. Dans le secteur de Priboj, l'ours est une espèce protégée. La région de Priboj est également propice au tourisme rural. Elle abrite de nombreuses maisons traditionnelles en bois avec un soubassement en pierre, typiques de la région de Stari Vlah, comme dans le village de Brezna. On peut aussi y goûter des produits fabriqués dans la région, notamment des fromages et des jambons artisanaux, ainsi qu'une gastronomie où les influences turques se mêlent aux traditions serbes.
Située à 5 km de Priboj sur les bords du Lim, Pribojska Banja est une station thermale qui possède plusieurs sources d'eau minérale, dont la température est comprise entre 37,5 °C et 37,7 °C ; on y soigne notamment les rhumatismes, les traumatismes, les maladies neurologiques, circulatoires, gynécologiques et gastro-intestinales,.
La municipalité de Priboj abrite quelques monuments classés sur la liste des monuments culturels de Serbie, comme le monastères orthodoxes serbes de Banja, dont l'origine remonte au XIIe siècle et dont l'église actuelle a été construite en 1329 par le roi Stefan Dečanski ou les vestiges du monastère de Mažići. Sur le territoire de la municipalité se trouve également le monastère d'Orahovica, construit au début du XIIIe siècle. L'église de l'Archange-Saint-Michel de Poblaće, classée, a été édifiée au XVIe siècle par Mehmed pacha Sokolović, le constructeur du pont de Višegrad, en mémoire de sa mère ; cette église, influencée par l'architecture islamique, abrite une importante collection d'icônes. L'église de Goleši date de 1868. D'autres édifices chrétiens orthodoxes sont de construction plus récente, comme les temples de Saint-Lazare (1932-1940) et de la Résurrection-du-Christ (1994-2003) à Priboj ou l'église de Her à Goleši, construite de 2001 à 2003.
En héritage de la longue présence ottomane, la municipalité possède un certain nombre de mosquées. L'une des plus importantes est la mosquée de Hasan-aga (en serbe : Hasan–agina džamija), construite dans la čaršija (le quartier turc) de Priboj par Sam Hasan–aga au XVIIIe siècle. Les villages de Zabrnjica et Čitluk possèdent également une mosquée.

## Personnalité
- Le footballeur Mustafa Hasanagić est né en 1941 à Priboj.
- Le handballeur Alem Toskić est né en 1982 à Priboj.
- Le handballeur Mirsad Terzić est né en 1983 à Priboj.
- Le footballeur Đorđe Gordić est né en 2004 à Priboj.